# Thomisus ochraceus
Thomisus ochraceus är en spindelart som beskrevs av Charles Athanase Walckenaer 1842. Thomisus ochraceus ingår i släktet Thomisus och familjen krabbspindlar.
Artens utbredningsområde är Algeriet. Inga underarter finns listade i Catalogue of Life.